# ニムルド
座標: 北緯36度5分57秒 東経43度19分39秒 / 北緯36.09917度 東経43.32750度

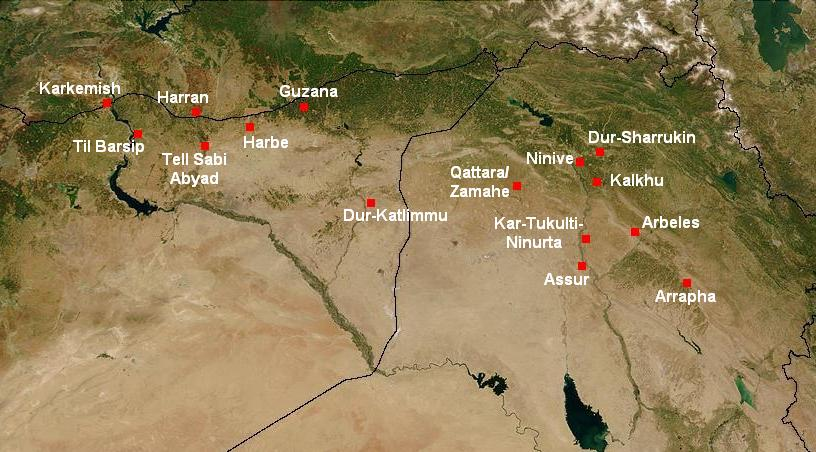
アッシリア地方の地図。ニムルドは地図右側の「Kalkhu」（カルフ）と書かれた場所

ニムルド（Nimrud）は、現在のイラク北部ニーナワー県にある、古代アッシリアの重要な考古遺跡。ニネヴェ遺跡の南方、現代の都市モースルより南東30kmにありチグリス川に面している。遺跡の範囲は41平方kmにおよぶ。
アッシリアの時代にはカルフ（Kalḫu, Kalchu, Kalkhu）と呼ばれる都市であり、一時はアッシリア帝国の首都でもあった。後のアラブ人は都市の遺跡を、狩人の英雄でありアッシリア地方の強力な王であったニムロドにちなみ、ニムルドと呼んだ。
ニムルドは旧約聖書に登場する都市カラフ（カラハ、Calah, Kalakh）の場所と同定されている。

## 歴史

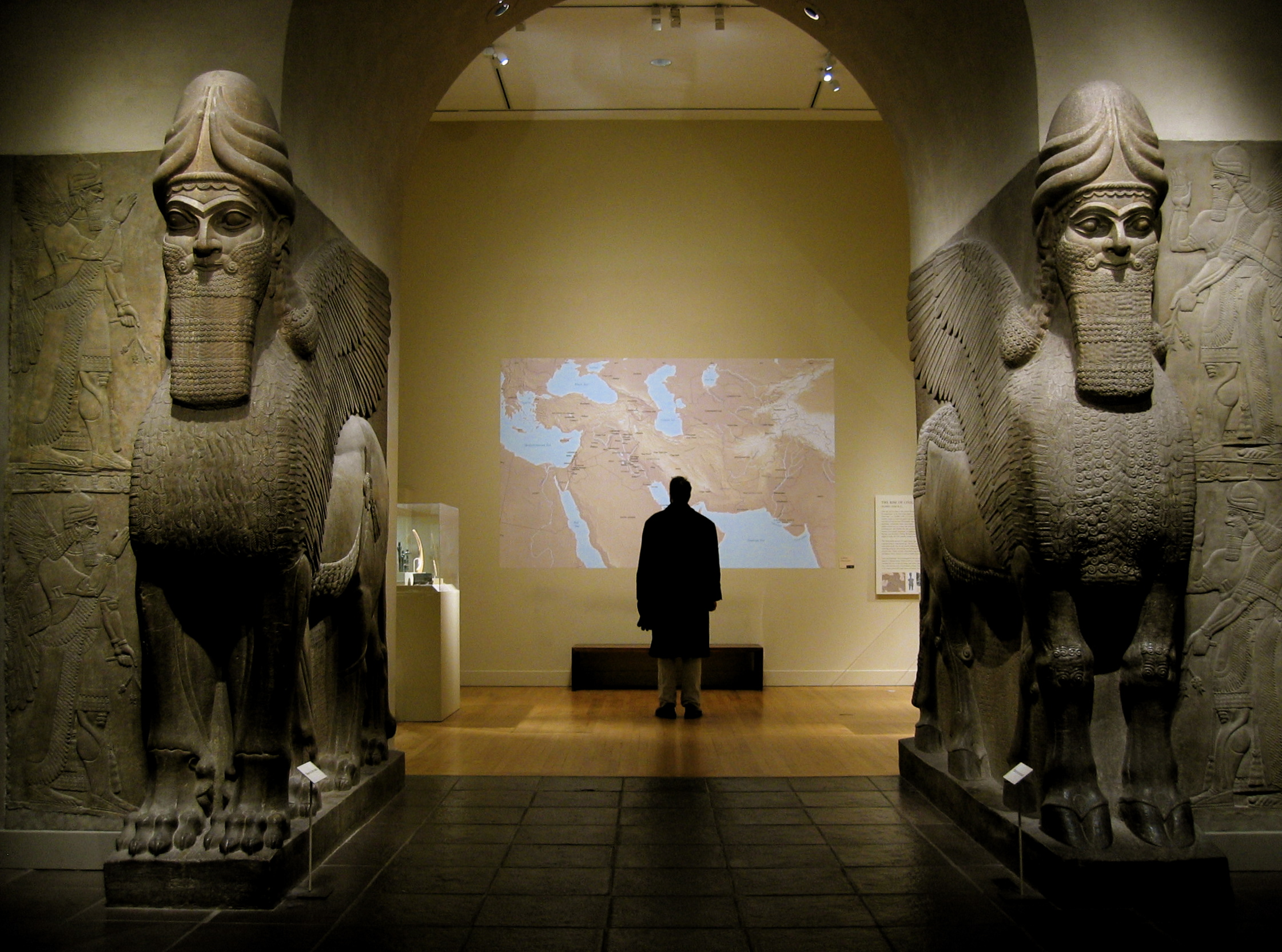
ニムルドから出土した門番となる人頭有翼獣ラマッスの像、メトロポリタン美術館蔵

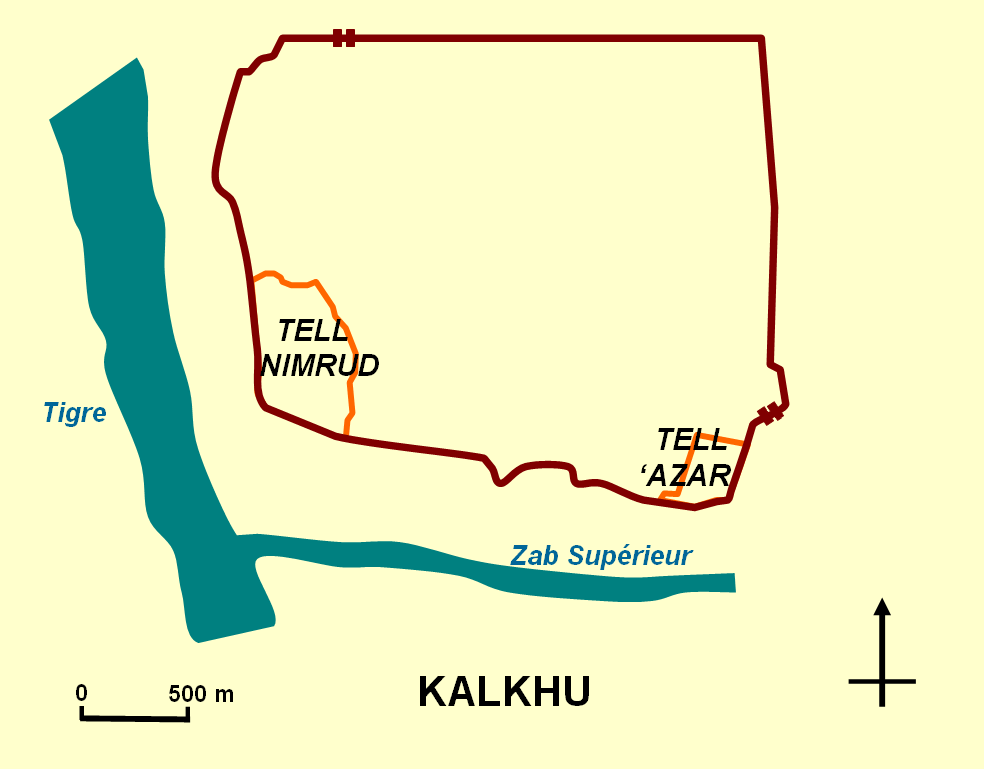
チグリス川に面したカルフの都の範囲。宮殿や神殿が崩れて遺丘（テル）となったテル・ニムルド遺跡は都市南西部に、兵器庫などが遺丘となったテル・アザル遺跡は都市南東部を占めていた

紀元前13世紀のアッシリア王シャルマネセル1世は、当時の首都アッシュルから北に離れたカルフに第二王宮を築き、以後1000年ほどの期間にわたってカルフは都市として存続した。 カルフの繁栄と名声が絶頂にあったのは紀元前9世紀、アッシュル・ナツィルパル2世が都としていた時代であり、彼は初期の都市の廃墟の上に巨大な宮殿や神殿を建設した。この宮殿の遺跡は現存している数少ないアッシリアの宮殿遺跡であり、ほかにはセンナケリブが築いたニネヴェの宮殿遺跡しか見つかっていない。
紀元前879年に行われた盛大な落成式や宴の様子は考古学調査の途中に発掘された石碑に刻まれている。アッシュル・ナツィルパル2世の都には数万人の人々が暮らした。市内には珍しい動植物を集めた植物園や動物園も開かれていた。その息子シャルマネセル3世（在位：紀元前858年 - 紀元前824年）は大ジッグラト、神殿、シャルマネセル砦と呼ばれる要塞などを建設した。
カルフは紀元前710年頃までアッシリアの首都であった。その後サルゴン2世がドゥル・シャルキン（コルサバード遺跡）へ、次いでセンナケリブがニネヴェへ遷都したためカルフは都ではなくなったが、なお大都市であり王の宮殿のある都市であった。紀元前612年にニネヴェが新バビロニアやメディア王国により陥落した時期、カルフも破壊されたとみられる。
ニムルドという遺跡名は、ドイツの探検家カルステン・ニーブール（Carsten Niebuhr）が1766年3月にモースルに滞在していた時の記録に初めて登場する。

### アッシュル・ナツィルパル2世のカルフ

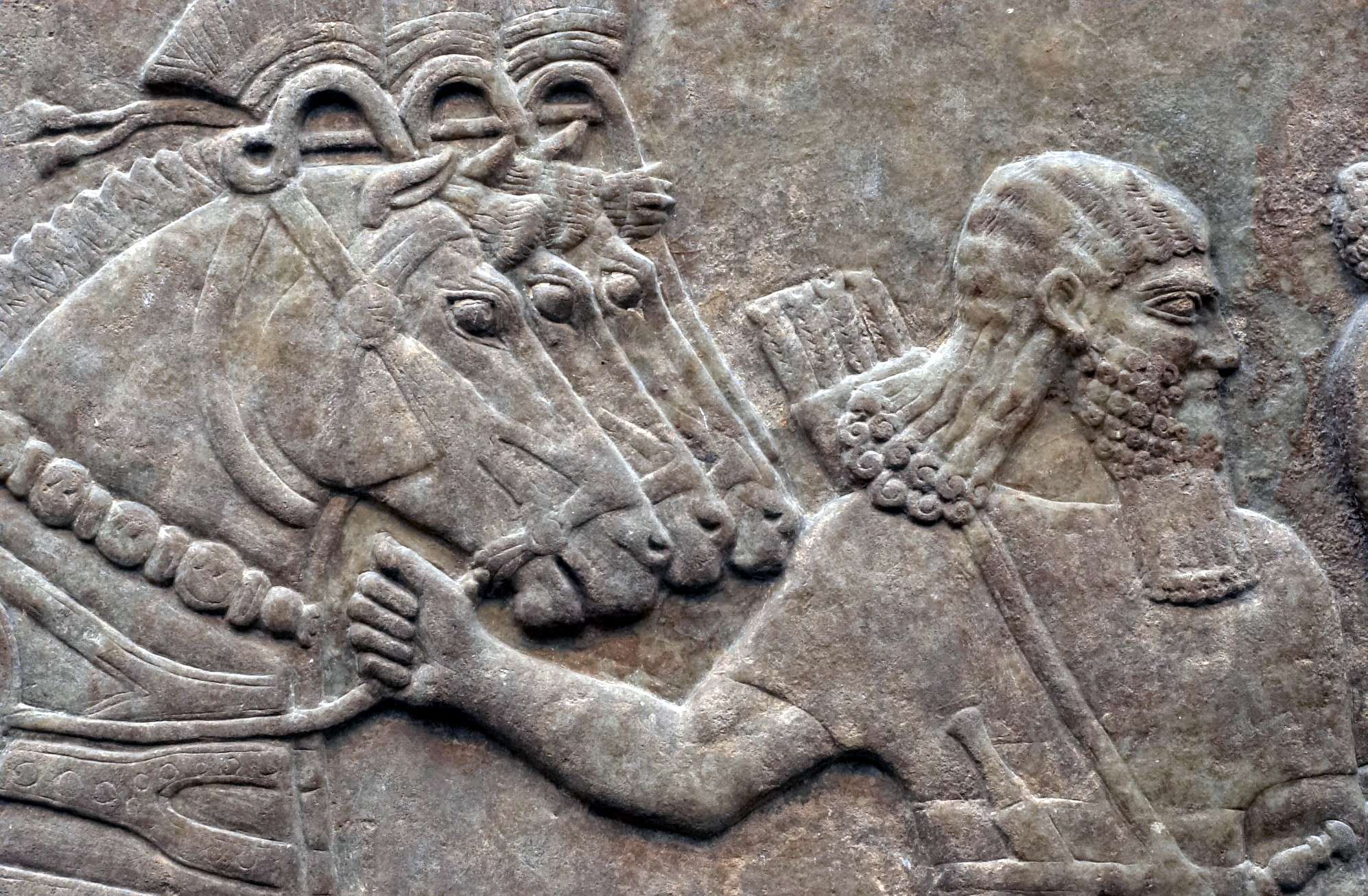
アッシュル・ナツィルパル2世の宮殿から出土した浮彫、大英博物館蔵

紀元前883年から紀元前859年にかけてアッシリアを治めたアッシュル・ナツィルパル2世はカルフに新たな宮殿や首都としての機能を追加した。数千数万の人々が市と大宮殿を囲む8kmの長さの城壁建設に従事した。石灰岩に刻まれた石碑が遺跡の各地から出土しており、そこから彼の治世や宮殿、征服事業についての多くが分かる。
その中には次のような文章の刻まれたものもある。「わが王の住まいと、わが主のすべての時の喜びのための、ヒマラヤスギ、イトスギ、ネズ、ツゲ、クワ、ピスタチオ、タマリスクでできた宮殿、わたしはここに築く。白い石灰岩やアラバスターでできた山や海の獣たち、わたしはそれらを作り門に置く。」また碑文には宮殿に蓄えられた戦利品・略奪品の数々のことも書かれている。「銀、金、鉛、銅と鉄、わたしの支配の下に置いた土地からわたしの手にした戦利品、私は多くのものを得てここに納める。」その他、征服を祝う祝宴などのことも刻まれている。しかし彼の行為は多くの場所で恐れられた。「わたしは捕虜を奪いその多くを火の中で燃やした。生かしておいた者のうちいくらかは手首を切り落とさせた。残りの者からは鼻、耳、指を切り落とさせた。兵士たちの多くから私は眼を取った。彼らの若者、娘、子供らを焼いて殺した。」別の都市の征服にあたっての祝宴について彼は碑文にこう書く。「反抗した貴人たちの皮膚をわたしは剥ぎ、彼らの皮膚を広げて積み上げた。」こうした恐怖を与える戦術や宣伝は、各地の征服にあたり有利に働いた。紀元前877年にはついに地中海まで進軍し、その後このように布告している。「わたしは武器を深海で清め、神々に羊を供えた。」

### シャルマネセル3世のカルフ

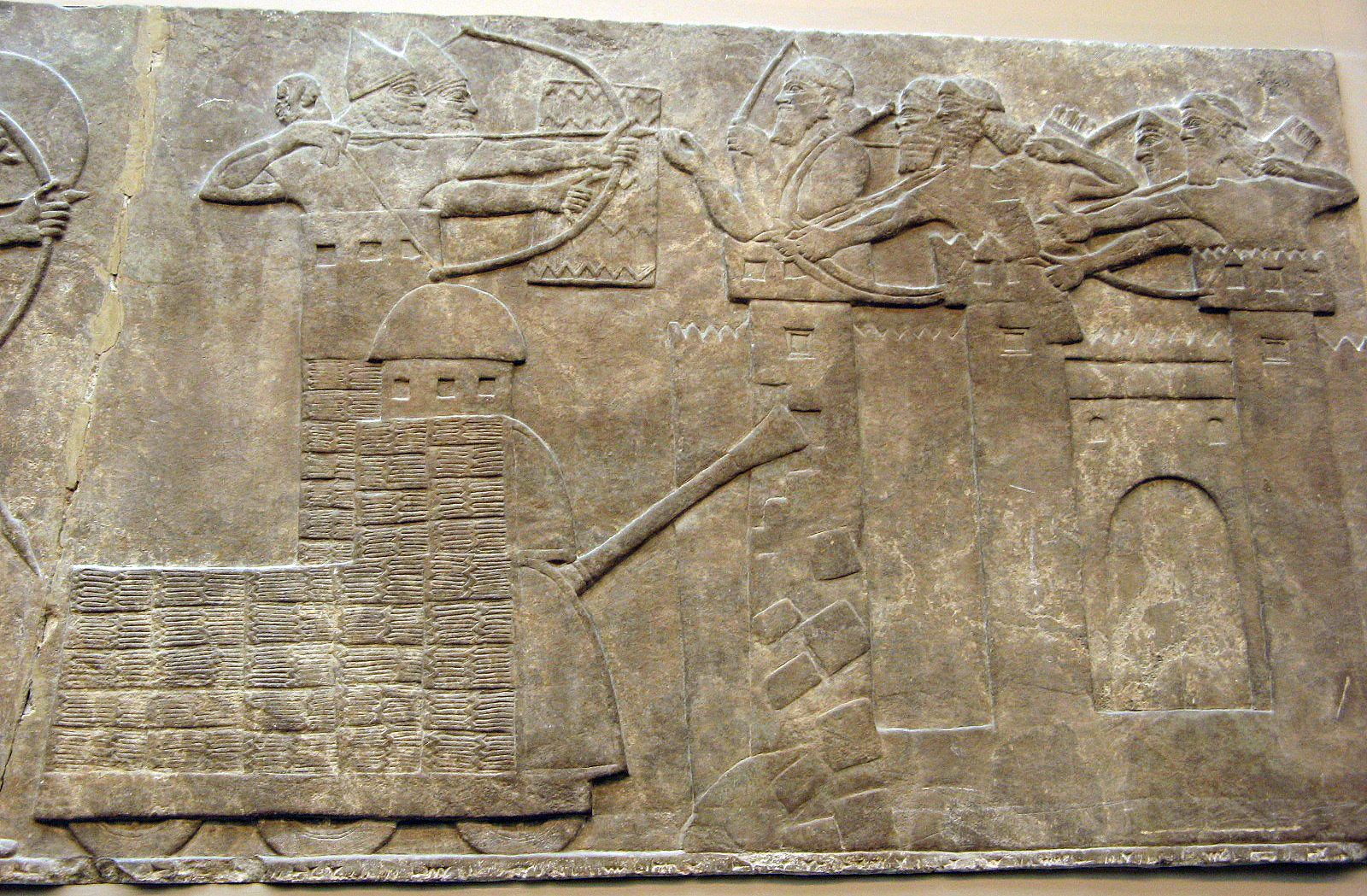
攻城兵器で都市を攻撃するアッシリア人、北西宮殿（865–860 BC）より出土

アッシュル・ナツィルパル2世の息子シャルマネセル3世もカルフを首都とし、35年間の治世のうち31年をアッシリア拡大のための戦争で過ごした。シリア・パレスチナの国家連合とオロンテス川河畔で戦った後、このように吹聴する碑文を残した。
わたしは戦士たちのうち14,000人を剣で斬り殺した。アダドのように、わたしは彼らの上に破壊の雨を降り注がせた。わたしは彼らの死骸をひろくばらまき、荒野を覆い尽くさせた。武器で、わたしは血の流れを谷間に流れさせた。彼らの死骸が倒れるには平野はあまりに狭すぎた。広い地方に彼らの死骸を埋めさせた。彼らの死骸を橋にしてわたしはアラントゥ（オロンテス川）を渡った。
シャルマネセル3世はカルフに、父の宮殿より大きな宮殿を築かせている。大きさは2倍で、面積は12エーカー（49,000平方m）あり、部屋数は200を超えていた。
しかし紀元前828年、息子アッシュル・ダイン・アピルが反乱を起こし、ニネヴェやアッシュルも含む27の都市が反乱に加わった。シャルマネセル3世はカルフをかろうじて維持したにとどまり、反乱はシャルマネセル3世の死後の紀元前821年まで続いた。

## 発掘

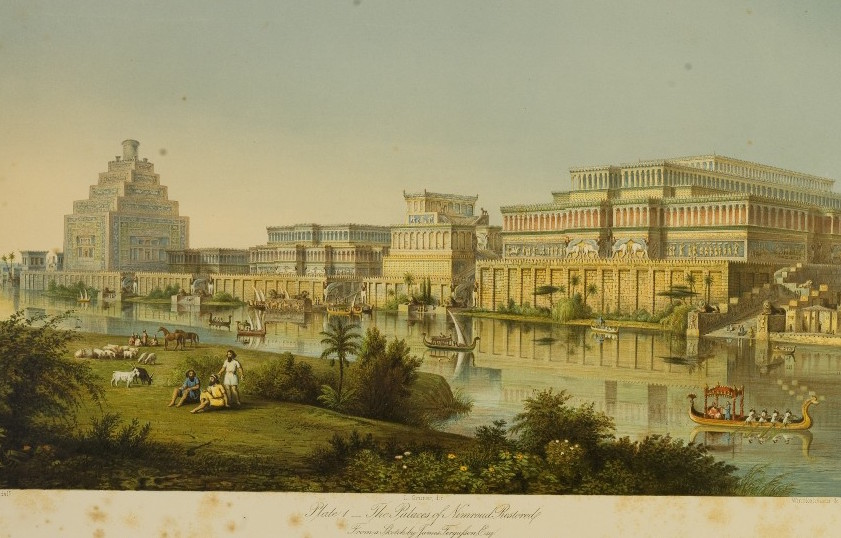
オースティン・ヘンリー・レヤードによるニムロド遺跡（「二ネヴェ市」）の想像図

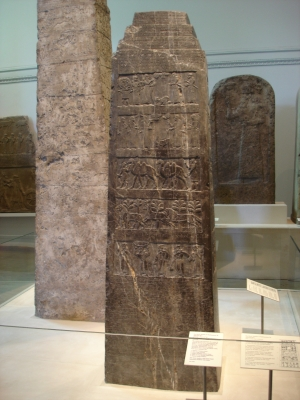
シャルマネセル3世の黒色オベリスク（黒のオベリスク）、大英博物館蔵

ニムルド遺跡の最初の発掘は、1845年から1851年にかけてイギリスの考古学者・外交官オースティン・ヘンリー・レヤード（Austen Henry Layard）により行われ、巨大な宮殿跡や石像、アラバスターや石灰岩の石碑、象牙の彫刻などが発見された。彼は出土物から、この遺跡を旧約聖書で名前はよく知られていたニネヴェ市の市街地区だと考えた。カルフ（ニムルド）の初期の石碑では、この街のことを「ニネヴェ」とも呼んでおり、よく言われているようにレヤードがニムルドをニネヴェと誤って推定したと考えるのは正しくない。彼の書籍「ニネヴェとその遺跡」（Nineveh And Its Remains、1849年）および「ニネヴェの記念碑」（The Monuments of Nineveh、1849年-1853年）はニムルド遺跡について書いたものである。
続いて、レヤードの助手であったモースル生まれのアッシリア人ホルムズド・ラッサム（Hormuzd Rassam）による発掘（1853年-1854年、および1877年-1879年）、イギリスの地質学者・考古学者ウィリアム・ロフタス（William Loftus）による発掘（1854年-1855年）、イギリスのアッシリア学者ジョージ・スミスによる発掘（1873年）、イギリスの考古学者マックス・マローワン（Max Mallowan）による発掘（1949年-1957年）が行われた。その後、デイヴィッド・オーツ（David Oates, 1958年–62年）、ジュリアン・オーチャード（Julian Orchard, 1963年）、イラク考古学総局（1956年、1959年–60年、1969年–78年、1982年–92年）、Janusz Meuszyński（1974年–76年）、Poalo Fiorina（1987年–89年）、John Curtis（1989年）による発掘が続いており、楔形文字による文書が発見されている。
発掘により、バスレリーフ（薄浮彫・浅浮彫）、象牙の彫刻などが数多く見つかった。中でも、アッシュル・ナツィルパル2世の像は非常に良い保存状態で見つかった。また宮殿の入り口に二体一組で置かれた、10トン前後から30トン前後の巨大な人頭有翼獣も多数発見された。アッシュル・ナツィルパル2世が残した宮殿の石碑に書かれた碑文は、彼と彼の治世に関する詳細をよく伝えており、この時代の他の君主らについて知られている以上のことが彼に関しては分かっている。ニンウルタ神やエンリル神の神殿、書記と芸術の神ナブーに捧げられた建物、大規模な要塞なども発見された。
アッシュル・ナツィルパル2世の宮殿、シャルマネセル3世の宮殿、ティグラト・ピレセル3世（紀元前744年 - 紀元前727年）の宮殿も同定されている。シャルマネセル3世の「黒色オベリスク」は1846年にレヤードにより発見された。この有名な記念碑は高さが197.85cm近くあり、紀元前859年から紀元前824年にかけての成功に終わった遠征を記念したものである。頂上部分はジッグラトのような形状をしており、浮彫のうち一面には酒を地に注いで彼個人の神を祭るシャルマネセル3世の前で、イスラエル王イエフに率いられたイスラエル人の集団が平伏している様子が彫られている。楔形文字で、「オムリの息子イエフ」と書かれ、金、銀、鉛、矢などの貢物の詳細も書かれている。
10組近い数の人頭有翼獣（ラマッス、顔は人で翼をもち獅子や雄牛の体をしている）を発見したヘンリー・レヤードは、その中から10ショートトンの重さの像2組を1847年にロンドンに持ち帰っている。特製の艀や特製の荷車を用意させ、運送に18カ月もの期間をかけた苦闘の後、彼はようやく大英博物館の館内への搬入に成功した。30ショートトンの重さがある像はポール・エミール・ボッタがコルサバードからパリへ1853年に搬送した。1928年にはエドワード・チエラ（Edward Chiera）が40ショートトンの巨像をシカゴへ搬送している。
ニムルドから発見され現地に置かれている遺物は、イラクの過酷な気候に晒されて危機的な状況にある。現地には遺物を保護する建物がなく、石碑などは風雨により浸蝕を受けている。

## ISILによる破壊
2014年半ばに北イラクを占領したイスラム過激派組織のISILは、2015年初頭、この地に残るイスラム教以前の遺跡や偶像をすべて破壊するという意図をメディアに明らかにし始めた。すでにモースルでは図書館の写本や書籍は燃やされ、預言者ヨナのモスクなどが破壊されていた。
2015年3月5日、イラク政府はISILが重機でニムルド遺跡を破壊しはじめたと発表した。。
2015年4月11日、ISILは遺跡を爆破する映像を公開した。地上の遺構は完全に破壊されたとみられる。
国際連合教育科学文化機関（UNESCO）の事務局長イリナ・ボコヴァは、ISILがニムルドにブルドーザーを投入して遺構を破壊し始めたことについて「文化遺産の意図的な破壊は戦争犯罪である」と述べている。レバノンのシリア同盟（Syriac League in Lebanon）の代表であるハビブ・アフラムは、ニムルド遺跡破壊について「モンゴル帝国による中東の破壊をほうふつとさせる」「ISISは村や教会を破壊して我々の現在や未来を破壊するだけでなく、我々の文化や過去まで破壊しようとする」と述べている。2016年11月の航空写真では、重機により組織的にジッグラトが破壊され地ならしされている様子がとられている。2016年11月13日、イラク軍は遺跡をISILから奪回した。統合作戦本部は遺跡の上にイラク国旗が掲げられ、遺跡の縁にあるアッシリア人の村ヌマニヤを確保したと述べている。奪回した時点でのニムルドは、地中から発掘された遺構の90%が完全に破壊されていた。大きな構造物はすべて損傷を受けており、ジッグラトは崩されて平らにならされ、アッシュルナチィルパル2世の宮殿のうち残ったのは半壊した壁がいくつかのみであった。門を守るラマッス像は粉砕されて破片が一帯にばらまかれていた。
ISILからの奪回後、イラク軍は雑草が生える野原となった遺跡を警備している。

## ギャラリー

### 発掘された遺物

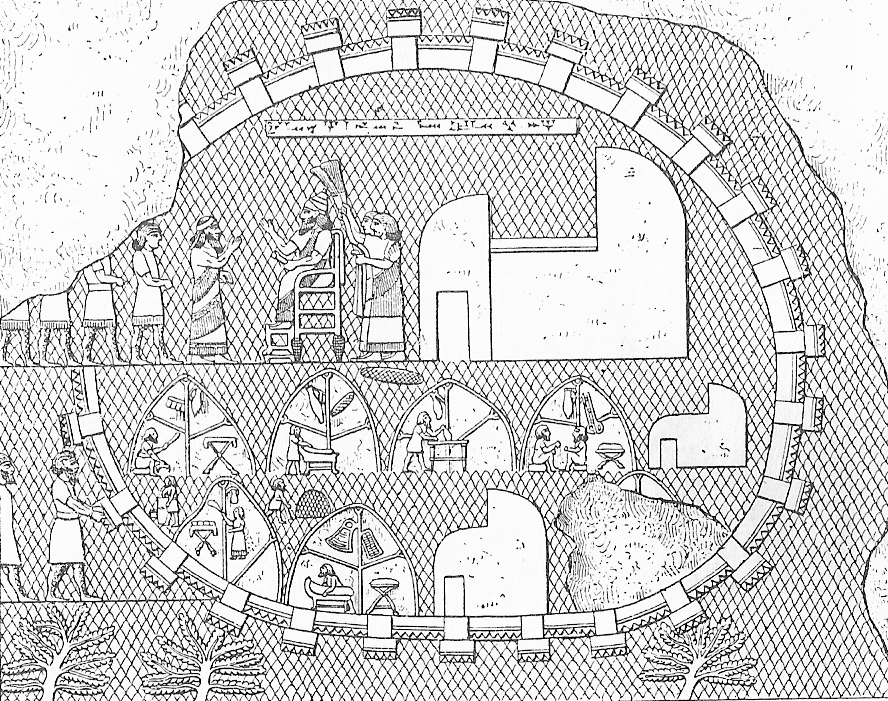
アッシリアの城郭都市の図。ニムルドの浮彫より
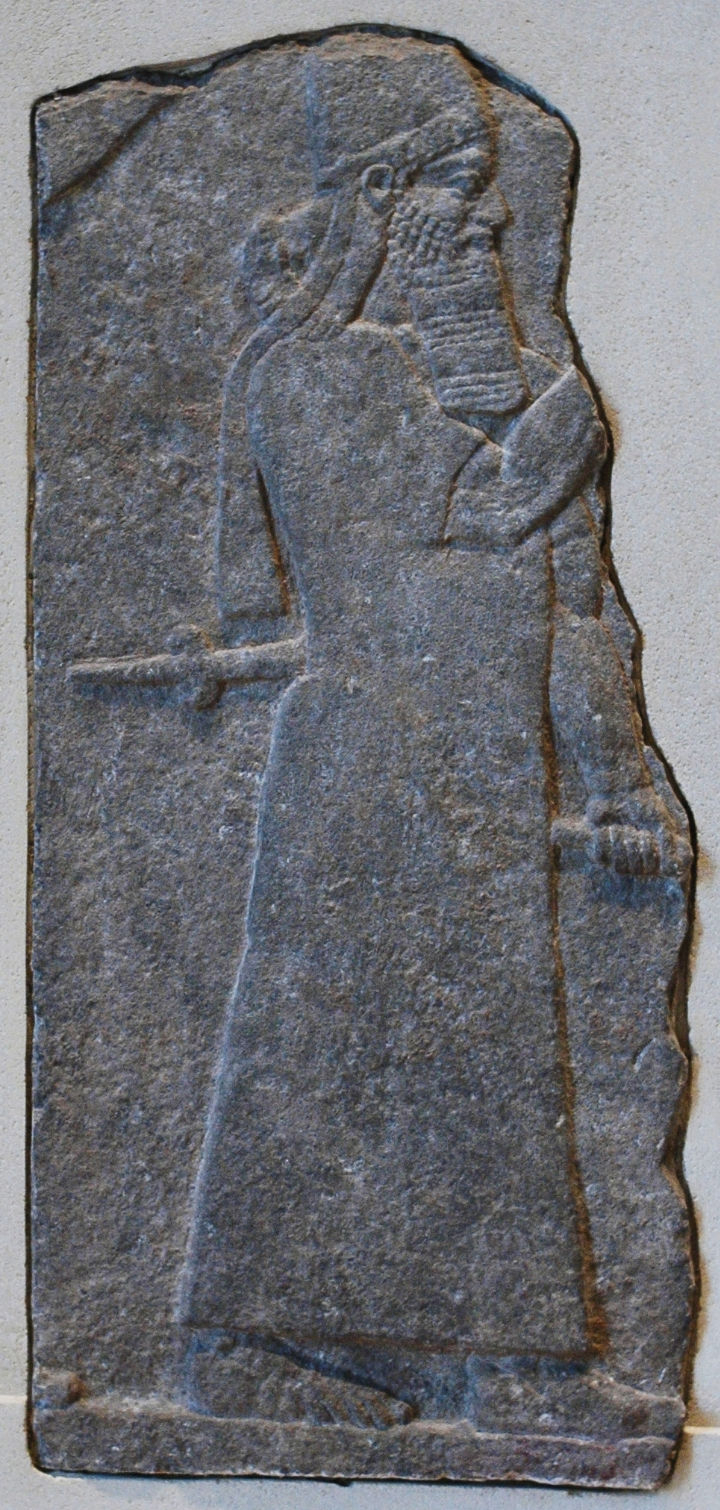
ニムルドから出土したティグラト・ピレセル3世（紀元前744年 - 紀元前727年）の宮殿の浮彫
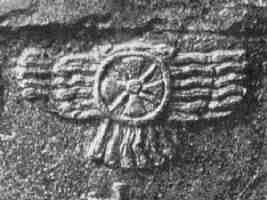
ニムルドの遺跡に刻まれた「翼をもつ日輪」（有翼日輪）
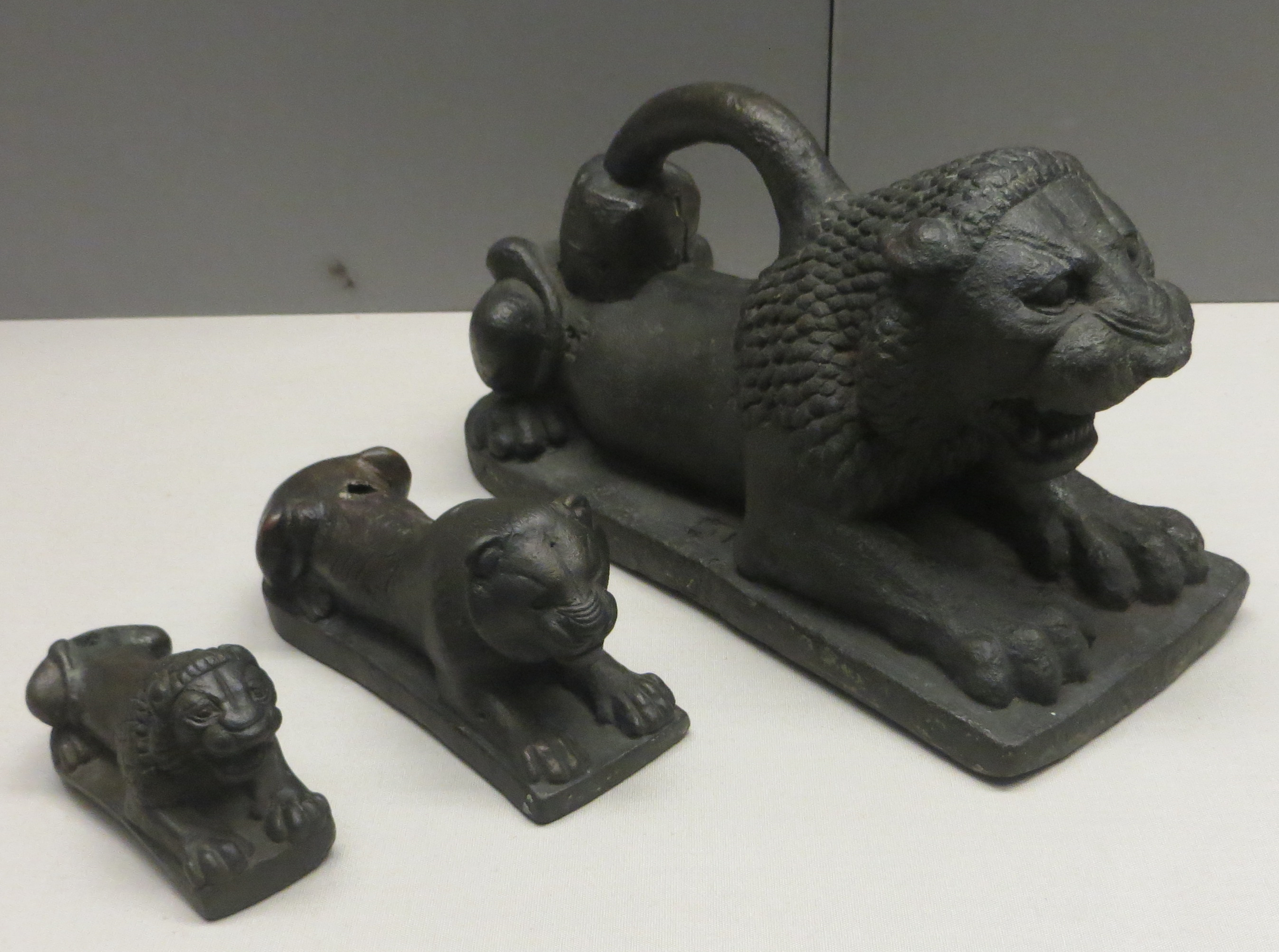
ニムルドで発見され大英博物館に所蔵されているアッシリアのライオン型分銅

### ニムルド遺跡

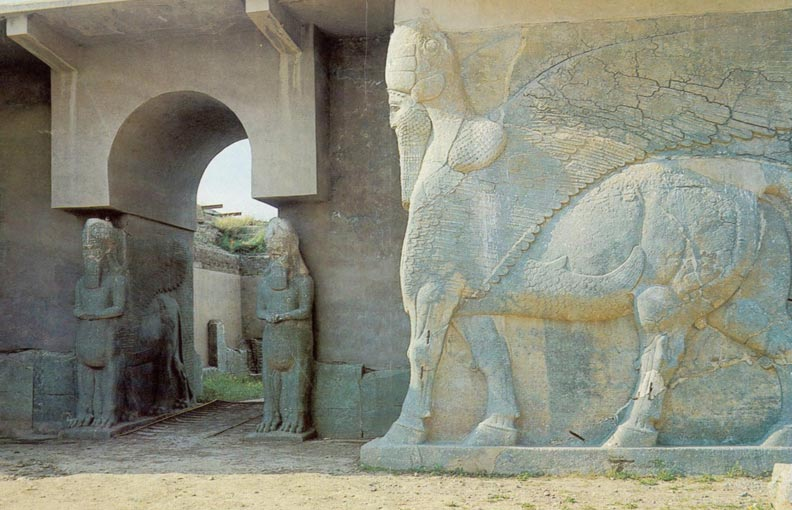
ニムルド遺跡に残る人頭有翼獣ラマッスの像（2007年）
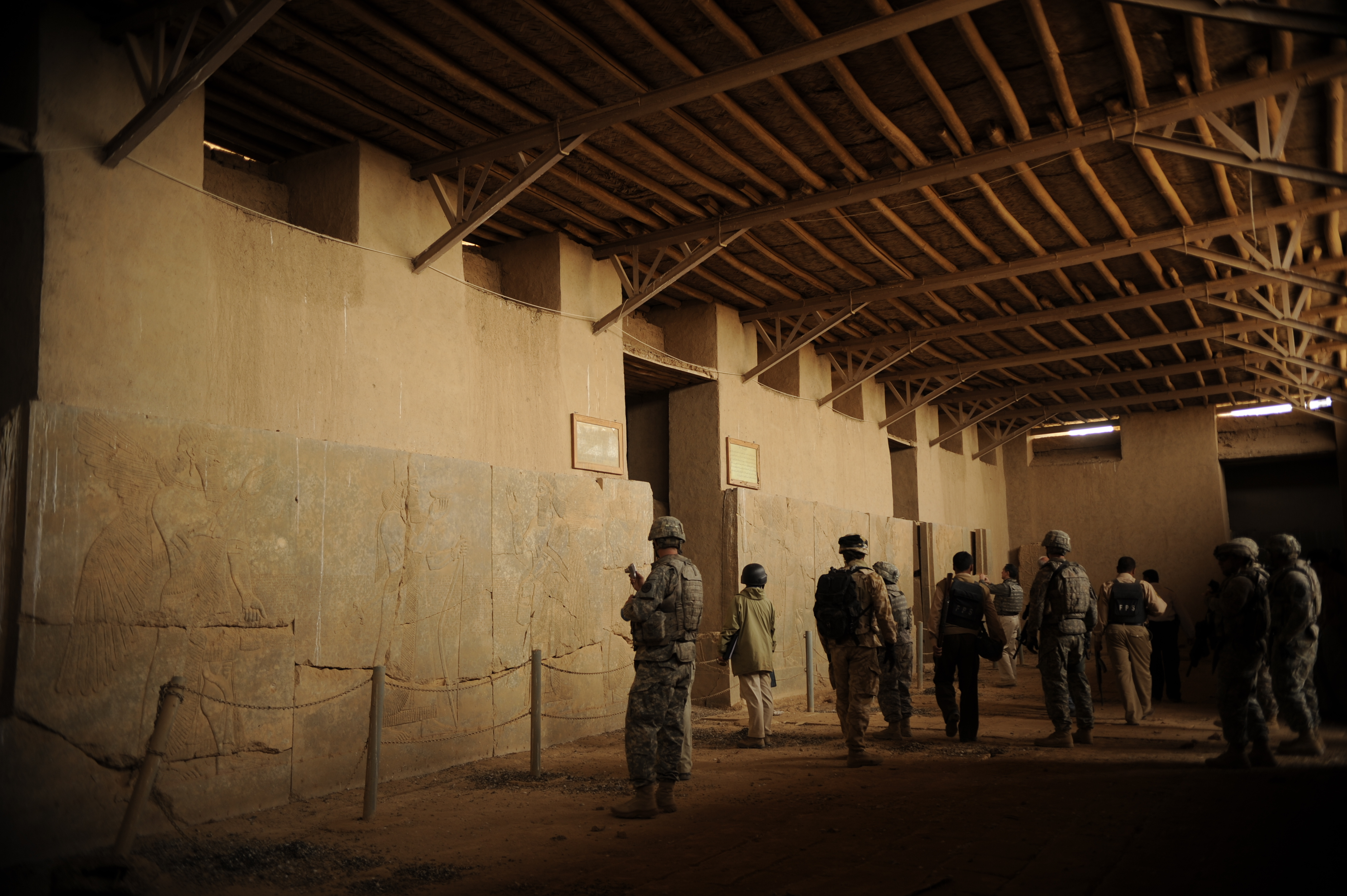
ニムルド遺跡に入り、世界遺産登録を視野に入れた調査を行うユネスコのメンバーとアメリカ兵（2008年11月19日）
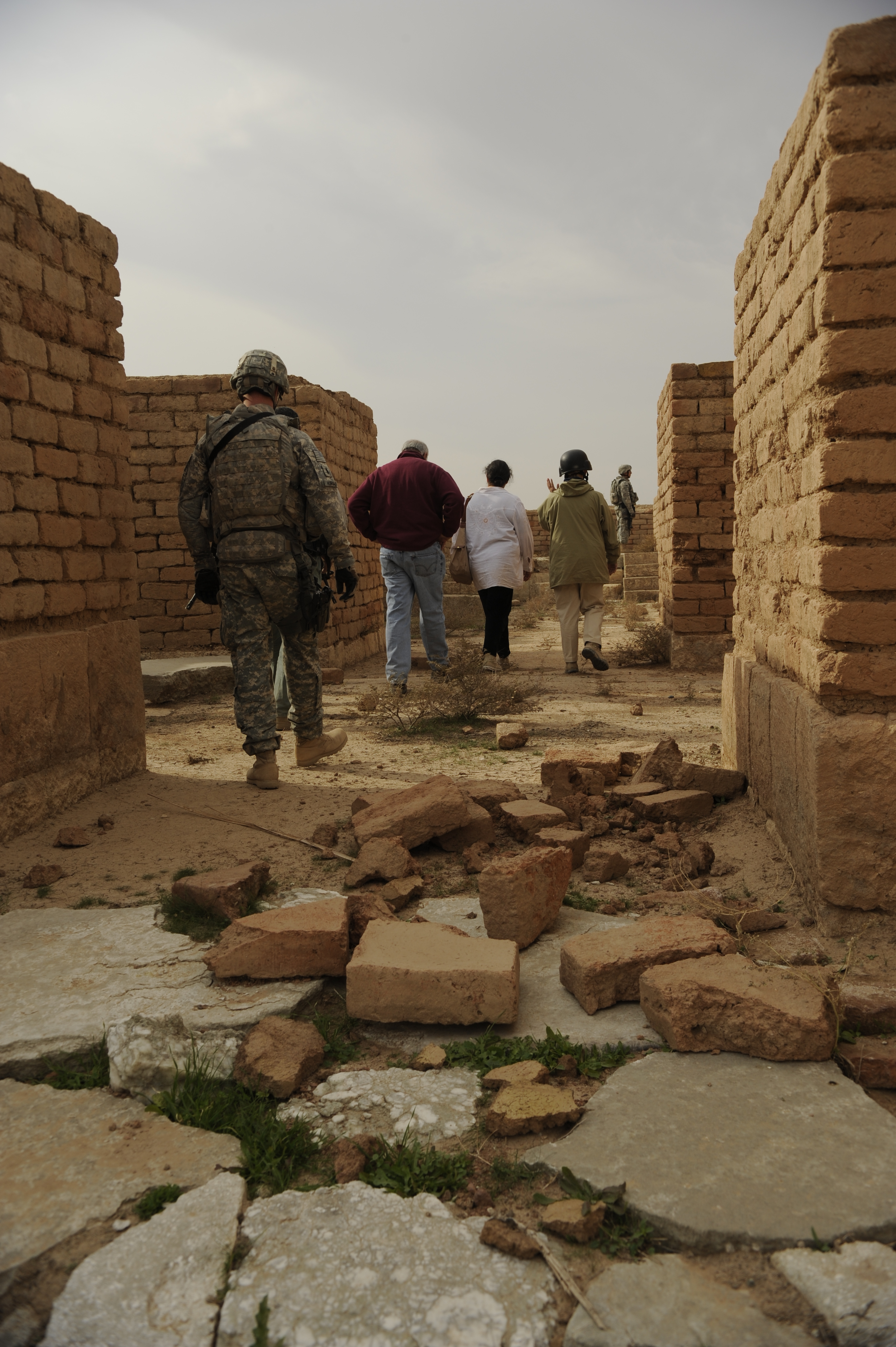
ニムルド遺跡の復元された街路を歩くユネスコのメンバーとアメリカ兵（2008年11月19日）
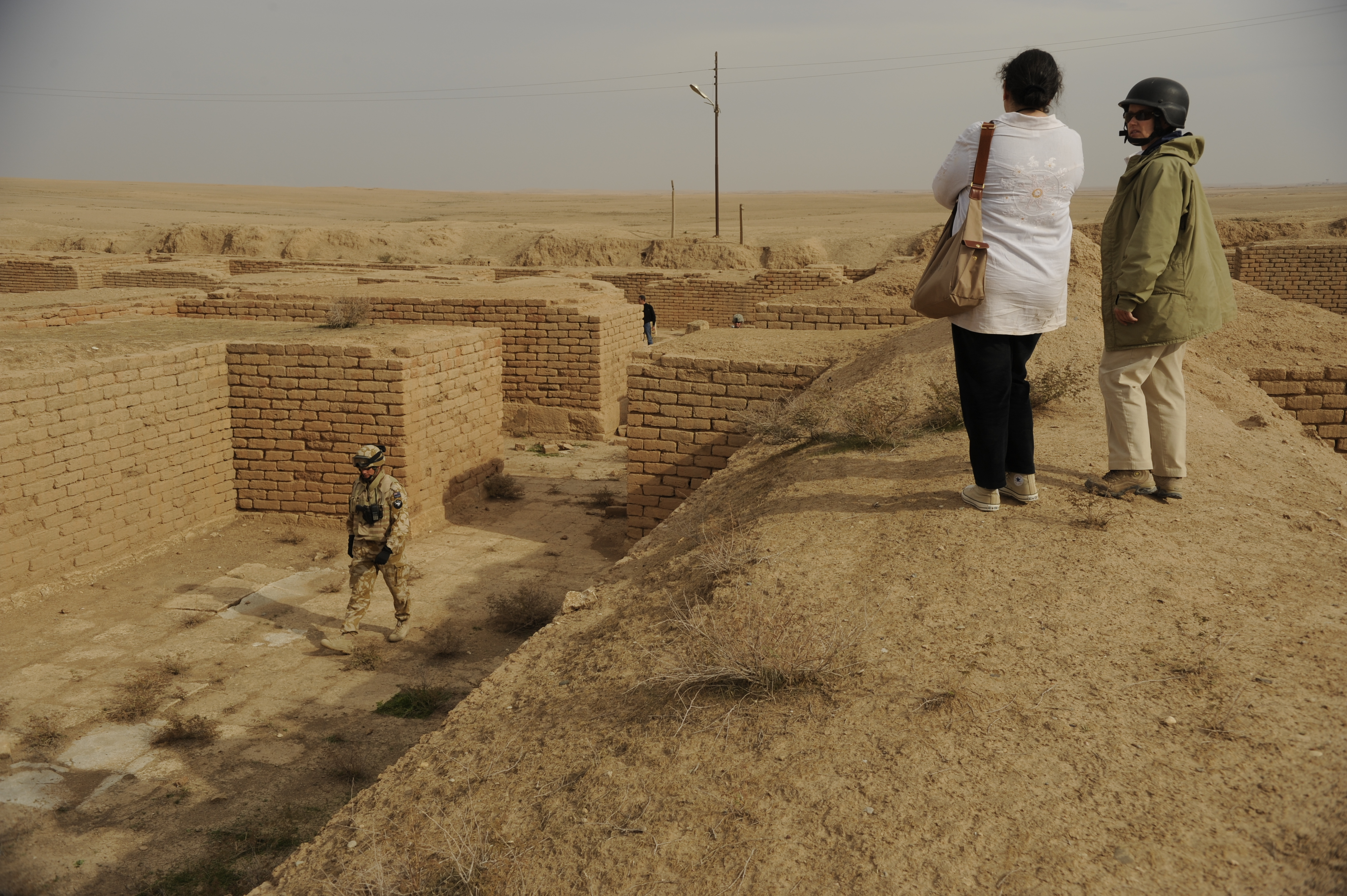
発掘されたニムルド遺跡（2008年11月19日）
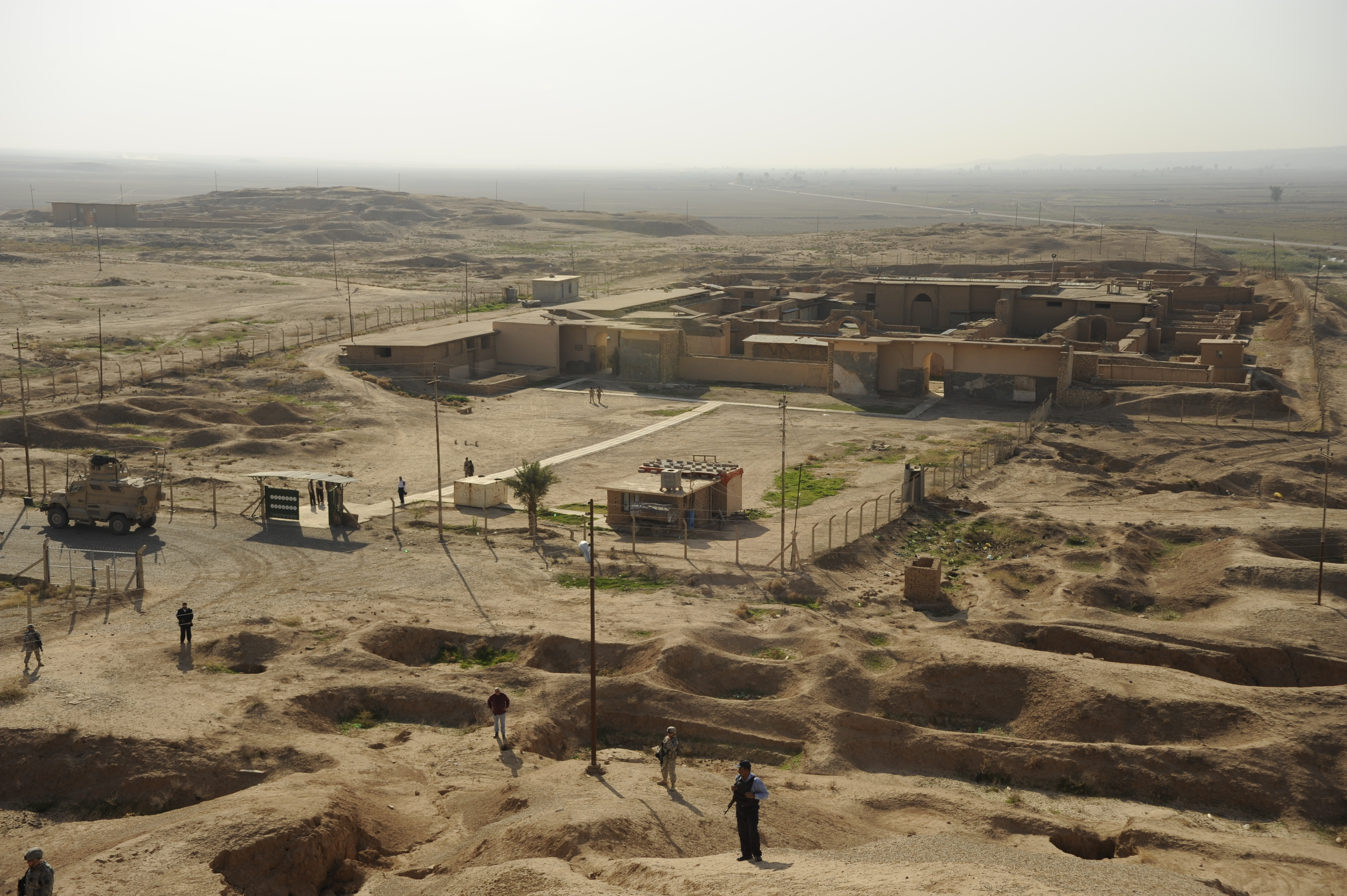
カルフ市の北西部にあった宮殿の遺跡の全景（2008年11月19日）
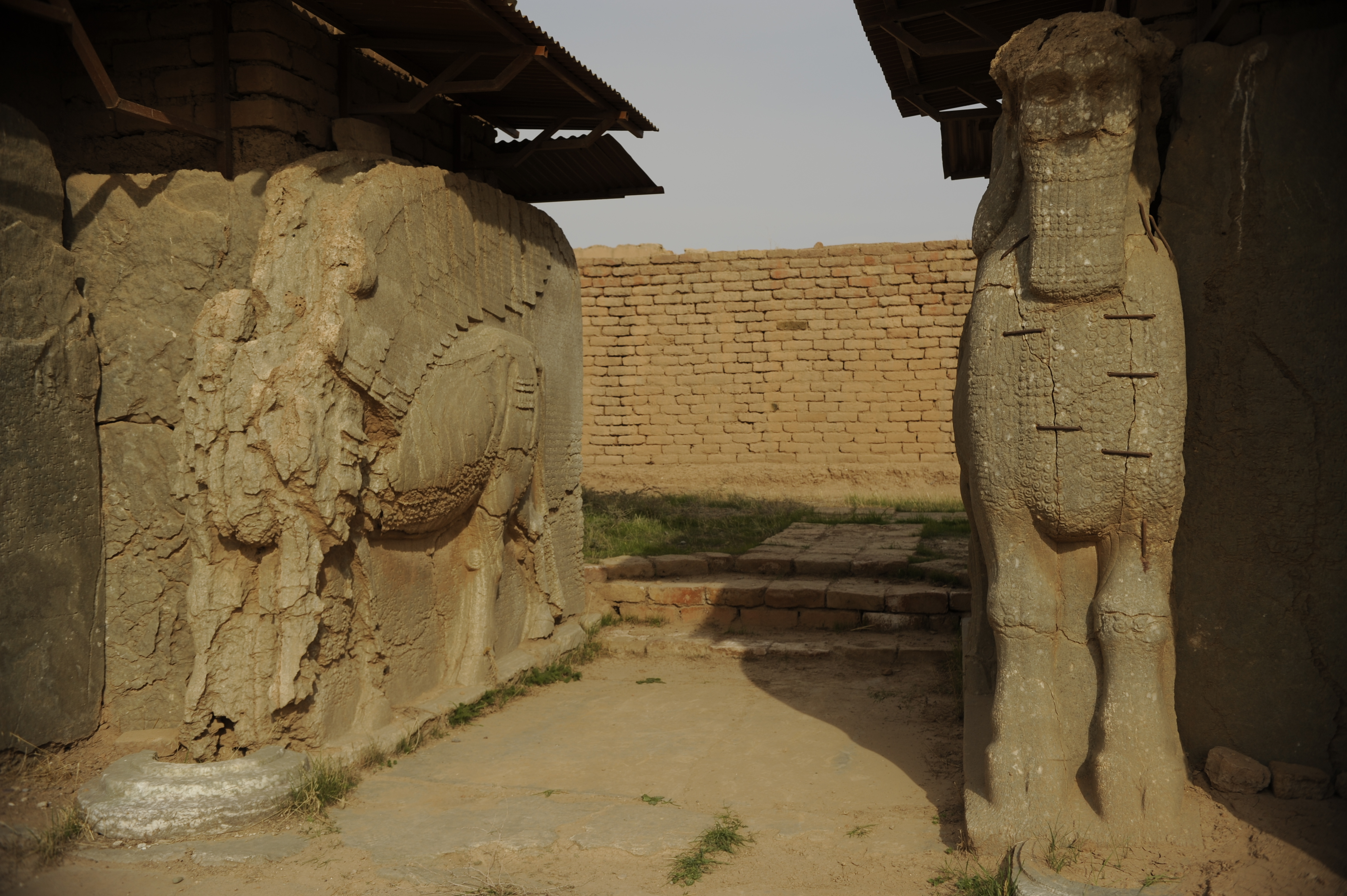
ニムルド遺跡に残る人頭有翼獣ラマッスの像（2008年11月19日）